# Compton Abdale
Compton Abdale is een civil parish in het Engelse graafschap Gloucestershire.